# Gérard Maimone
Gérard Maimone, né en 1945 à Valence (Drôme), est un musicien et compositeur français,.

## Biographie
Il fait ses débuts au Jazz-club de Grenoble en tant que pianiste et vibraphoniste. Dans les années 1970, il collabore avec le guitariste Michel Pérez, Rido Bayonne et Patrick Garel, avec qui il fonde Spheroe, un groupe de jazz-rock reconnu comme l'un des meilleurs du genre, qui publie deux albums 33 tours chez Cezame Cobra : Spheroe (distribué aux États-Unis par le label Music Minus One) et Primadonna.
En 1976, Spheroe participe à la création de Palazzo Mentale en direct sur scène, une création pour le théâtre de Georges Lavaudant d'après les écrits de Pierre Bourgeade qui sera présentée dans nombre de lieux en France et en Yougoslavie et apparaîtra comme une révolution au sein du théâtre des années 1970.
En 1978, Maimone compose la musique de Maître Puntila et son valet Matti, de Bertolt Brecht, créé à La Maison de la culture de Grenoble et représenté dans nombre de théâtres de l'hexagone.
Sa collaboration avec Lavaudant se poursuit jusqu'en 1989 avec la reprise des Géants de la Montagne de Pirandello au Théâtre National de Catalogne (Barcelone). Voir plus loin la liste des spectacles dont Maimone a écrit la musique de scène.
En 1982 Maimone fonde Angel-Maimone Entreprise, après la fin de l'aventure Spheroe en 1979 et celle du groupe intermédiaire Villa Borghese dont l'album vinyle 33 tours enregistré en 1980 ne verra le jour qu'en 2021 édité à partir d'une cassette audio par le label SimplexRecords!
Angel/Maimone Entreprise est composé de  Olivier Angèle qui compose, écrit les paroles, et chante, Maimone qui compose et joue piano et instruments à claviers. Ils sont accompagnés d'un nombre variable de musiciens, parmi lesquels Sylvie Belhassen, Gilles Coquard, Thierry Durel, Christian Fradin, Isabelle Leygoute, Denis Martins, Jean-Marie Peyrin, Chérif. Angel-Maimone Entreprise a pour base la Maison de la Culture de Grenoble. Avec les Maisons de la Culture de Grenoble et de Bourges, les éditions César et Bobino, Angel-Maimone Entreprise a présenté en 1984, au Printemps de Bourges, un spectacle. Ils seront programmés deux fois dans le cadre du Festival d'Avignon et donneront leurs concerts, à chaque fois différents, dans la plupart des scènes de France dont Bobino, deux fois également.
Ils réalisent plusieurs albums édités par Polydor, Polygram puis Island Records et ont droit à un spécial Enfants du Rock sur Antenne 2, tournent plusieurs video-clips et même un film long-métrage de fiction qui leur est consacré réalisé par le cinéaste chilien Raoul Ruiz : Régime sans pain.
Le parcours d'Angel/Maimone s'achève en 1989 avec la création d'un opéra Malcom, Histoire d'un prince (Les Egarés) à l'Opéra de Lyon.
Quelques autres point importants de la carrière de Gérard Maimone : en 1983, il compose la musique de Les Céphéides de Jean-Christophe Bailly, mise en scène Georges Lavaudant, spectacle donné dans la Cour d'honneur au Festival d'Avignon.
En 1994, il compose la musique de Paroles échappées du chœur de Eugène Durif, mise en scène Françoise Maimone, Villeurbanne et en 1996, celle de Fantasio de Alfred de Musset à Lyon au Théâtre des Célestins.
En 1997, il compose la musique de Elle, mise en scène Gilles Chavassieux, Théâtre du Vieux-Colombier.
De 1976 à ce jour Maimone a composé environ 78 musiques de scène pour le théâtre ou la danse ou musiques de films.
Depuis la décennie 2000, il revient à son premier hobby en créant différents ensembles de musiques de jazz et auto-produit une cinquantaine de Cds dans toutes les esthétiques dans lesquelles il aime inscrire son écriture musicale : jazz, tango, musiques d'inspiration orientale, musiques d'inspiration Europe de l'Est ou Klezmer, piano soli...

## Discographie
- Spheroe, Cesame Cobra, Music Minus One 1976
- Primadonna, Cesame Cobra, 1978
- Gate 46, Single Villa Borghese Phonogram 1980
- Closed Paradise, Single Angel/Maimone César/Polydor 1982
- Faux-Semblants, Angel/Maimone César/Polydor 1983
- Question piège, Angel/Maimone César/Polygram 1983
- Ultimo Ballo, Angel/Maimone Island Records1985
- Miss Delaney, Angel/Maimone Island Records1986
- Ici et là, Angel/Maimone Comotion Musique, 1987
- Baal Musiques de scène de Maimone T.N.P 1987
- Paradis sur Terre Musiques de scène de Maimone Master Box 1989
- Musiques à Images (94 MG 001)
- Lorenzo (95 MG 002)
- Le Baiser de l'Archange (96 MG 003)
- Lisa (97 MG 004)
- Electre (98 MG 005)
- Hommage à Maïakovski (98 MG 006)
- Spheroe (Spheroe réédition 98 Musea)
- Primadonna (Spheroe réédition 98 Musea)
- Rose is venomous (A Foolish Love 2000 MG 007)
- Hot Mama (Hopi Funk Machine 2001 MG 008)
- Inside (Volumes 1 & 2 2002 MG 009 & 010)[13]
- Chassés-Croisés (demo 5 titres 2003 MG 011)
- The Fluffy Heart (enregistrement live 2004 MG 012)
- L’Encore (demo 7 titres 2004 MG 013)
- Obsessive Talk (2005 MG 14)
- Alice (2005 MG 015)
- Machu Picchu (2005 MG 016)
- Traces (2007 MG 017)
- Parade(s) (2007 MG 018)
- Olala (2007 MG 019)
- Aghavni (2008 MG 020)
- Eclats nocturnes (2008 MG 021)
- MCR/Noche (2008 MG 022)
- Tcha ! (2010 MG 023)
- Amphitryon (2010 MG 024)
- A dog on the wall  (Musea GW3140) Great Winds, 2011[14]
- La Nuit d'Althusser (2011 MG 025)
- Soft Movies (2011 Musea GW3146)[15]
- Onka Ponka (2013 Musea GW3164)
- Ballades (2013 MC01)
- Teodelina V. (2014)
- Incandescence (2015)
- Portrait des K (2015)
- Les Anges d'Ivoire (2015)
- Ufuk (2016)
- Song Tales  (2017) McPherson meets Maimone[16],
- Keep in touch by Angel Maimone (2018)
- Los Colores de la Noche (2018)
- Le Souffle de l'Arbre (2018)
- Mi Vida Mi Alma (2018)
- Vuelta (2018)
- Abreath (2019)
- Infinitudes (2019)
- MK Case Closed (2019)
- Outrances (2020)
- No Jazz (2020)
- Mirage (2020)
- Ophelia (2021)
- Purple Love (2022)
- Visages (2023)
- Lucy (2023)
- Yram (2024)

## Filmographie
- Régime sans pain (en) de Raoul Ruiz, 1985 (musique)[note 1]
- L'Éveillé du pont de l'Alma de Raoul Ruiz, 1985 (musique)

## Comédien
- Laurel et Hardy vont au paradis de Paul Auster, mise en scène Grégoire Ingold, 2005
- Palazzo Mentale de Pierre Bourgeade, mise en scène Georges Lavaudant, 1976
- Régime sans pain, film long-métrage de Raoul Ruiz